# Robyn Lorraway
Robyn Lorraway (Robyn Eona Lorraway, geb. Strong; * 20. Juli 1961) ist eine ehemalige australische Weitspringerin.
Bei den Commonwealth Games 1982 in Brisbane gewann sie Silber. 
1983 wurde sie Achte bei den Leichtathletik-Weltmeisterschaften in Helsinki, 1984 Sechste bei den Olympischen Spielen in Los Angeles und 1985 Vierte beim Leichtathletik-Weltcup in Canberra.
Bei den Commonwealth Games 1986 in Edinburgh holte sie Bronze im Weitsprung. In der 4-mal-100-Meter-Staffel erreichte sie mit der australischen Mannschaft wegen eines verlorenen Stabs nicht das Ziel.
Dreimal wurde sie Australische Meisterin im Weitsprung. Ihre persönliche Bestleistung in dieser Disziplin von 6,86 m stellte sie am 23. Februar 1986 in Canberra auf.
Robyn Lorraway war mit dem Dreispringer Ken Lorraway verheiratet.